# Arachniodes webbiana
Arachniodes webbiana is een varen uit de niervarenfamilie (Dryopteridaceae). Het is een soort van donkere nevelwouden uit tropisch- en subtropisch Afrika, die ook op het eiland Madeira te vinden is.

## Naamgeving enetymologie
- Synoniem: Aspidium webbianum A. Braun, Arachniodes foliosa (C. Chr.) Schelpe, Aspidium aristatum sensu Sim, Dryopteris foliosa C.Chr.

De botanische naam Arachniodes is afgeleid van het Oudgriekse ἀράχνιον, arachnion, (spinnenweb) en -ωδής, -ōdes (lijkend op). De soortaanduiding webbiana is een eerbetoon aan de 19e-eeuwse Britse botanicus Philip Barker Webb (1793-1854).

## Kenmerken
Arachniodes webbiana is een overblijvende, kruidachtige plant met wijd uiteenstaande, overhangende leerachtige bladen. De bladsteel is tot 50 cm lang, strokleurig, onderaan bezet met kleine haarvormige schubjes. De bladschijf is tot 60 cm lang en 50 cm breed, breed driehoekig, glimmend donkergroen, dubbel- tot viermaal geveerd. De deelblaadjes zijn naar de top toe gebogen. De onderste deelblaadjes zijn veel groter dan de volgende, waardoor het blad bijna handvormig samengesteld lijkt. De bladslipjes zijn smal ruitvormig met een naaldvormige top, donkergroen bovenaan, wat lichter groen aan de onderzijde. De plant ontstaat uit een kruipend rizoom, tot 7 mm dik, bedekt met bruine lijnvormige schubben.
De sporenhoopjes zitten op de onderzijde van de bladen op de bladslipjes, zijn klein en rond, afgedekt met een membraanachtig rond dekvliesje dat afvalt bij rijpheid.

## Habitat, verspreiding en voorkomen
A. webbiana komt verspreid voor over tropisch- en subtropisch Afrika, voornamelijk in de Centraal-Afrikaanse landen Kenia, Malawi, Rwanda, Tanzania, Oeganda, Zambia en Zimbabwe en in Zuid-Afrika.
Daarbuiten komt hij ook zeer zeldzaam voor op het Portugese eiland Madeira.
Het is een terrestrische varen die vooral te vinden is op rotsige rivieroevers in donkere, vochtige nevelwouden, van 1000 tot 1850 m hoogte. Op Madeira komt de soort voor in de laurierbossen of Laurisilva.